# Thoiré-sur-Dinan
Thoiré-sur-Dinan ist eine französische Gemeinde mit 398 Einwohnern (Stand: 1. Januar 2022) im Département Sarthe in der Region Pays de la Loire; sie gehört zum Arrondissement La Flèche und zum Kanton Montval-sur-Loir. Die Einwohner werden Thoiréens und Thoiréennes genannt.

## Geografie
Thoiré-sur-Dinan liegt etwa 38 Kilometer südsüdöstlich von Le Mans am namengebenden Flüsschen Dinan. Umgeben wird Thoiré-sur-Dinan von den Nachbargemeinden Jupilles im Norden und Nordwesten, Saint-Vincent-du-Lorouër im Norden, Saint-Pierre-du-Lorouër im Nordosten, Chahaignes im Osten, Flée im Süden und Westen sowie Beaumont-Pied-de-Bœuf im Westen.

## Bevölkerungsentwicklung
| Jahr                      | 1962 | 1968 | 1975 | 1982 | 1990 | 1999 | 2006 | 2013 | 2020 |
| Einwohner                 | 538  | 442  | 374  | 338  | 335  | 369  | 414  | 458  | 406  |
| Quelle: Cassini und INSEE |      |      |      |      |      |      |      |      |      |

## Sehenswürdigkeiten

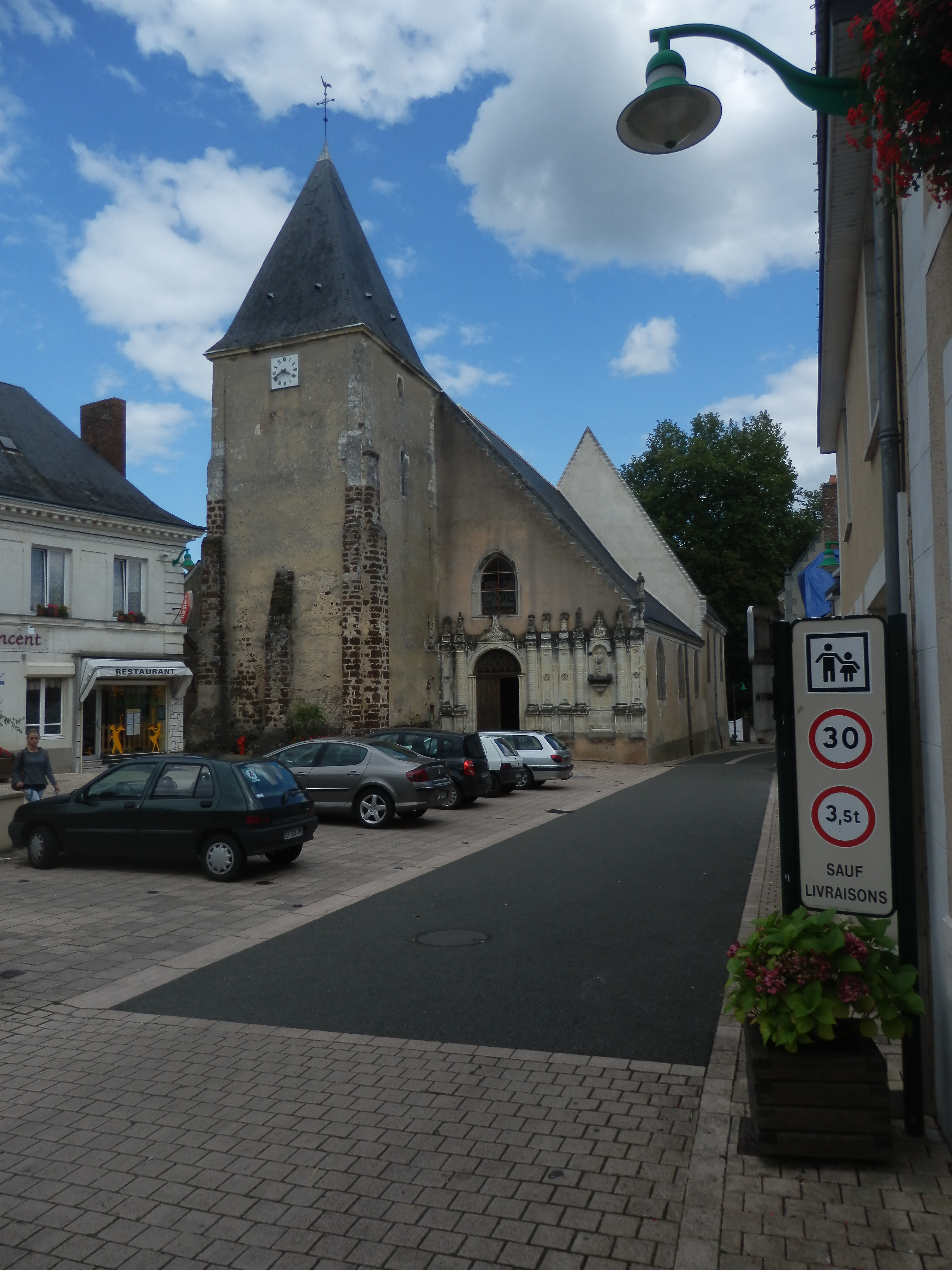
Pfarrkirche Notre-Dame de la Visitation

- Romanische Pfarrkirche Notre-Dame de la Visitation aus dem 12. Jahrhundert